# 창녕 화왕산성
창녕 화왕산성(昌寧 火旺山城)은 대한민국 경상남도 창녕군 창녕읍, 화왕산에 있는 삼국시대의 성곽이다. 1963년 1월 21일 대한민국의 사적 제64호로 지정되었다.

## 개요
창녕 읍내의 동쪽 화왕산에 돌로 쌓은 산성이다.
처음 쌓은 연대는 확실하지 않으나 삼국시대 이전으로 보이며 가야의 산성으로 생각된다. 험준한 북쪽의 바위산을 등지고 남쪽 봉우리 사이의 넓은 부분을 둘러싼 산성으로 둘레가 2,6km이다. 창녕은 낙동강 중류에 넓게 펼쳐진 곡창지대의 중심지이며 서부 경남 지방에 대한 교통·군사상의 요충지로 이 산성이 당시 매우 중요했을 것이라 여겨진다. 현재 동문·서문·연못이 남아있다.
조선 세종 때 성으로서의 기능을 잃었으나, 임진왜란이 일어나자 다시 중요성이 인식되어 곽재우가 의병 근거지로 왜병의 진출을 막기도 하였다. 임진왜란 이후에도 한두 차례 수리가 되어 지금까지 비교적 잘 보존되어 있는 편이다.
『세종실록지리지』에 의하면 창령을 보호하는 진산으로 기록된 사실과 영산·현풍을 포용하는 성이라는 점에서 군사적인 의미가 매우 큰 요충지였다.

## 현지 안내문
화왕산 정상부의 험준한 암벽을 이용해 골짜기를 둘러싼 포곡식산성이다. 현재 남아 있는 산성의 둘레는 약 1.8km로, 동쪽 성벽의 대부분은 돌로 쌓았으며, 서쪽 성벽은 흙과 돌을 섞어 쌓았다.
성벽의 높이는 높은 곳이 4m 정도로 폭은 3~4m이다. 자연암벽의 틈새는 성벽을 높게 쌓았다. 산성의 출입구로 보이는 서문은 흔적도 찾기 어려우나, 동문 자리 좌우의 석벽은 잘 남아 있다. 이 석벽은 다른 부분의 성벽과 달리 가로 1m, 세로 1.6m나 되는 큰돌로 쌓았다.
관룡사 쪽의 동남쪽 성벽에서는 무너져 내려 앉은 수문이 확인되고 있다.
산성에서는 남쪽으로 영산 방면과 낙동강이 한눈에 들어오고, 북쪽으로 현풍 방면을 통제할 수 있는 위치에 있다. 이러한 위치는 이 일대에서 화왕산성이 가지고 있었던 군사적 중요성을 잘 보여주는 것이다. 세종실록지리지와 신증동국여지승람에 따르면 이미 조선 전기에 폐성되었다 하나, 임진왜란 때인 1595년에 다시 쌓았고, 그 이듬해에는 홍의장군 곽재우가 이 성을 근거로 의병활동을 하면서 내성을 쌓았다 한다.
성안에는 군량미를 저장하는 군창, 9개의 샘과 3개의 연못 등이 있었다 한다. 3개의 연못은 현재도 확인되며, 산성 중앙의 연못 주위에는 많은 건물터가 남아 있다. 창녕 조씨가 이곳에서 성을 얻었다는 이야기를 새긴 창녕조씨득성비도 있다.
성안의 곳곳에서는 조선·고려의 자기편들과 신라·가야의 토기편들이 출토되고 있어, 가야시대부터 조선시대까지의 장기간에 걸쳐 화왕산성이 군사적으로 이용되었음을 짐작케 한다.

## 같이 보기
- 화왕산

## 참고 자료
- 창녕 화왕산성 - 국가유산청 국가유산포털